# Нгарка-Саловаяха
Нгарка-Саловаяха (устар. Арка-Салова-Яха) — река в России, протекает по Ямало-Ненецкому АО. Устье реки находится в 71 км по правому берегу реки Большая Хадырьяха. Длина реки составляет 18 км. Справа впадает река Нюдя-Саловаяха.

## Данные водного реестра
По данным государственного водного реестра России относится к Нижнеобскому бассейновому округу, водохозяйственный участок реки — Пур. Речной бассейн реки — Пур.
Код объекта в государственном водном реестре — 15040000112115300060558.